# Black Country Communion
Black Country Communion é um grupo musical anglo-americano de rock formado por Glenn Hughes, Jason Bonham, Derek Sherinian e Joe Bonamassa.

## História
Glenn Hughes afirmou que ele e Bonamassa vinham trabalhando juntos por mais de um ano, quando ambos se apresentaram no evento Guitar Center: King of the Blues em Los Angeles em novembro de 2009 e decidiram gravar juntos. O produtor Kevin Shirley, em seguida, sugeriu que o grupo trabalhasse com o filho de John Bonham, Jason Bonham. Bonamassa não queria que a banda fosse um power trio, então ele e os outros decidiram incorporar à formação o ex-tecladista do Dream Theater, Derek Sherinian, por recomendação de Kevin Shirley. A banda começou a realizar sessões no Shangri La Studios em Malibu, na Califórnia. Segundo Bonham, a banda estava gravando desde janeiro de 2010. Ele afirma: "Eu, literalmente, entrei em estúdio na semana passada por dois dias com uma pessoa que eu tinha feito um álbum antes, muito rapidamente, e com outro que era um amigo de meu pai que conheci mais tarde, Joe Bonamassa e Glenn Hughes, e estamos trabalhando em um novo projeto com um título de trabalho de Black Country." A banda recebeu o nome da área industrial inglesa de onde Hughes e Bonham são oriundos.
Em 23 de março de 2013, Glenn Hughes anunciou o fim da banda, afirmando ainda que Joe, que deixou o grupo dez dias antes, não permitiria mais que os membros restantes continuassem com o nome Black Country Communion. Contudo, ele disse que ele, Jason e Derek continuariam juntos com outro nome na "hora certa".
Em abril de 2016 o gupo anunciou o retorno às atividades.

## Discografia

### Álbuns de estúdio
| Ano  | Detalhes do álbum                                                                          | Melhor posição | Melhor posição | Melhor posição | Melhor posição |
| Ano  | Detalhes do álbum                                                                          | US             | US Rock        | US Indie       | UK             |
| ---- | ------------------------------------------------------------------------------------------ | -------------- | -------------- | -------------- | -------------- |
| 2010 | Black Country - Data de lançamento: 20 de setembro de 2010 - Selo: Mascot/J & R Adventures | 54             | 18             | 6              | 13             |
| 2011 | 2 - Data de lançamento: 13 de junho de 2011 - Selo: Mascot/J & R Adventures                | 71             | 19             | 10             | 23             |
| 2012 | Afterglow - Data de lançamento: 29 de outubro de 2012 - Selo: Mascot/J & R Adventures      | 48             | 14             | 8              | 29             |
| 2017 | BBCIV                                                                                      |                |                |                |                |
| 2024 | BBCV                                                                                       |                |                |                |                |

### Álbuns ao vivo
- Live Over Europe (2012)

### Videoclipes
- "The Great Divide" – 2010
- "Man in the Middle" – 2011
- "Afterglow" – 2012
- "Confessor" – 2012
- "Midnight Sun" – 2012
- "This Is Your Time" – 2012